# カキバカンコノキ

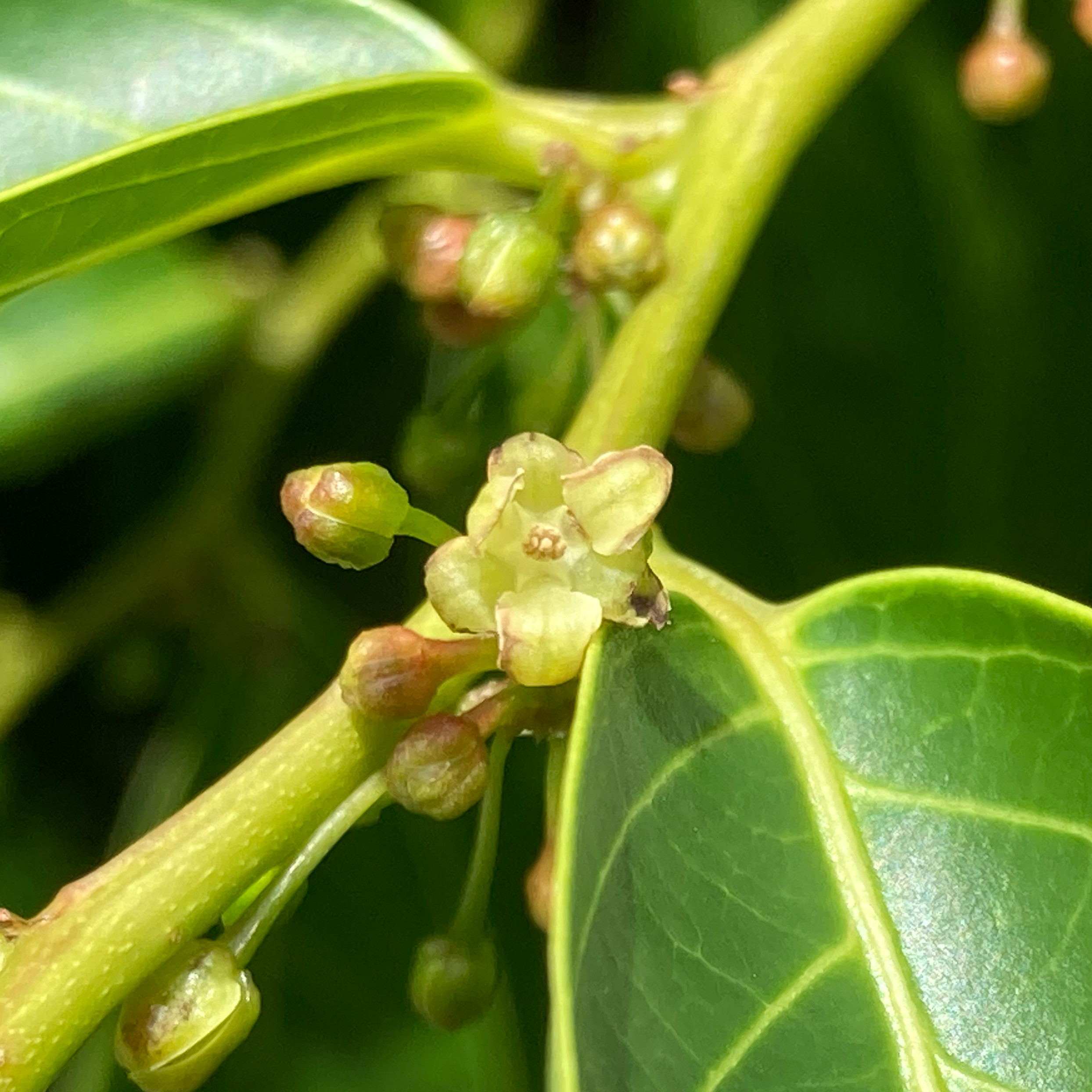
萼片6枚と雄蕊5本をもつ雄花（2024年10月 沖縄県石垣市）

カキバカンコノキ Glochidion zeylanicum (Gaertn.) はコミカンソウ科（トウダイグサ科）の樹木。互生の大きな葉を羽状複葉のようにつける。九州南部、琉球列島を含む亜熱帯域から熱帯域に分布する。

## 特徴
常緑の小高木で、高さは2-10 mに達する。分枝が多く、枝は太くて無毛。葉は小枝につき、互生で二列に生じ、羽状複葉のようにも見える。葉は長さ7-18 cm、幅4-6 cm、葉質はやや硬く、卵状長楕円形で先端は鋭く尖るか丸く、基部は左右不対称で垂直な縁で葉柄に続くか丸く、縁は滑らかで側脈は6-7対。また両面共に無毛。葉柄は長さ約5 mm。
花期は5月。雌雄同株で、葉腋から長さ6-8 mmの短枝を出し、ここに6-10個の花を集散花序の形で着ける。ただし、この短枝の基部側は半分ほどが枝に合着しており、花序は葉腋より少し上から出る形になる。雄花は7-10 mmほどの枝先に生じ、萼片は二列各3枚が開出し、その中に5-6本の雄蘂がある。雌花は5 mmほどの柄の先にあり、萼片は幅広くて直立し、子房は5室。蒴果は潰れた球形で径7-9 mm。熟すると5個に分かれ、それぞれ二裂して中にある2個の種子を晒す。種子は褐色で卵球形、長さ3 mm。果皮が落ちた後も種子は中軸について残る。
ガの仲間のハナホソガはコミカンソウ科植物と1種対1種の送粉・受粉関係（種特異性）があり、送粉者が雄花と雌花を区別できるよう、植物は違う匂いを発する。

## 分布と生育環境
屋久島、種子島以南の琉球列島に産する。国外では中国、台湾からインドシナ、マレーシア、インドにわたる熱帯域から亜熱帯域に分布する。低地の疎林に生じる。

## 分類
カンコノキ属には世界に200種ほどがあり、熱帯域に多い。日本では6種あり、多くが南西諸島の産である。その中で本種はとりわけ大きく幅広い葉を持つものである。沖縄にはやや似ているキールンカンコノキ G. lanceolatum があるが、それでも葉の大きさは大きくても10 cmにはならず、より細長い形をしている。
また種内変異として、ケカンコノキ var. tomentosum Trin. がある。若葉や葉の裏面、子房などに軟毛を密生する点で区別される。

## 利用
木材は淡黄土色で、軽く柔らかい。薪炭材や器具材として用いた。